# Estación de Castelo Melhor
La Estación Ferroviaria de Castelo Melhor, también conocida como Estación de Castelo Melhor, es una antigua infraestructura de la Línea del Duero, que servía a parroquias con el mismo nombre, en el Distrito de Guarda, en Portugal.

## Historia
El tramo entre Pocinho y Barca de Alba, en el cual esta estación se inserta, fue inaugurado el 9 de  diciembre de 1887. No obstante, la conexión por carretera con la Ruta Real n.º 34 todavía no había sido concluida, aunque ya hubiese sido estudiada por la brigada técnica; en 1932, este proyecto todavía no había sido realizado, solo existiendo una ruta, incompleta, hasta Almendra, con cerca de 8 kilómetros y medio.
En 1988, este tramo de la Línea del Duero fue desactivado.
- Wikimedia Commons alberga una categoría multimedia sobre la Estación de Castelo Melhor.